# Wilhelm Heinrich Heintz
Wilhelm Heinrich Heintz, född 4 november 1817 i Berlin, död 1 december 1880 i Halle an der Saale, var en tysk kemist.
Heintz var först privatdocent i Berlin, blev 1851 extra ordinarie och 1856 ordinarie professor i kemi i Halle an der Saale. Han publicerade talrika arbeten, bland annat om sockersyran, vismutföreningar, urinämnes kvantitativa bestämning, svavel- och kvävebestämning i organiska ämnen, bland annat kreatin, fetter, glykol och glycin. År 1853 utgav han en lärobok i zookemi, och från 1848 utgav han tillsammans med Christoph Gottfried Giebel "Zeitschrift für die gesammten Naturwissenschaften".